# Lorenzo Carotti
Lorenzo Carotti (Jesi, 31 gennaio 1985) è un ex calciatore italiano, di ruolo centrocampista.

## Caratteristiche tecniche
É un mediano che alle doti in fase di interdizione del gioco avversario e ad un grande dinamismo unisce buone doti tecniche che sfrutta anche nelle conclusioni dalla lunga distanza, in particolare con il piede sinistro.

## Carriera

### Club
Ha giocato nelle giovanili del Parma, fino alla Primavera. Nel 2004 si trasferisce al Como, dove all'età di 18 anni esordisce tra i professionisti giocando da titolare una stagione in Serie C1, nella quale realizza 3 reti in 32 presenze. Nell'estate del 2005 dopo il fallimento del club lombardo passa in comproprietà con il Parma alla Cremonese, con la quale nella stagione 2005-2006 gioca 25 partite in Serie B e poi, dopo la retrocessione maturata al termine del campionato 2005-2006, colleziona oltre cento presenze in Serie C1 (la sua comproprietà viene risolta nell'estate del 2007 a favore della Cremonese), mancando in due occasioni la promozione ai play-off, con altrettante sconfitte in finale nel 2008 e nel 2010; nel quinquennio tra il 2005 ed il 2010 è tra i punti fermi del club grigiorosso. Il 17 agosto 2010 il Pavia ufficializza l'ingaggio del giocatore, diventandone anche capitano. Dopo due anni con complessive 44 presenze nel club lombardo, il 26 giugno 2012 firma un contratto biennale con il Benevento, sempre in Lega Pro Prima Divisione. Dopo una sola stagione, conclusa con un sesto posto in classifica ma nella quale disputa 14 partite di campionato, fa ritorno al Pavia, in cui milita per altre due stagioni: più precisamente, nella stagione 2013-2014 dopo aver iniziato la stagione da titolare termina anzitempo il suo campionato per la rottura del tendine d'Achille, per la quale il 28 ottobre 2013 subisce un intervento chirurgico dal quale si riprende completamente solo nella stagione successiva, durante la quale gioca invece complessivamente 18 partite (una delle quali nei play-off, ai quali i lombardi si erano qualificati dopo aver conquistato un terzo posto in classifica durante la stagione regolare).
Successivamente, il 7 luglio 2015 passa alla Maceratese, neopromossa in Lega Pro; con il club biancorosso conquista una qualificazione ai play-off (più precisamente i marchigiani terminano il campionato al terzo posto in classifica), segnando nel corso della stagione una rete in 22 presenze. Altri tre cambi di maglia si susseguono nel mese di luglio di ciascuna delle tre stagioni successive, con la firma per altrettante società delle Marche: in particolare, nel 2016 si trasferisce al Fano con cui partecipa ad un altro campionato di Serie C (dopo aver saltato la prima parte di stagione per un infortunio gioca complessivamente 11 partite di campionato, 2 delle quali nei play-out), l'anno dopo abbandona il calcio professionistico firmando in Serie D con la Jesina, mentre nel 2018, dopo aver giocato 26 partite con il club biancorosso, passa al Montefano, formazione neopromossa in Eccellenza, con la quale colleziona 48 presenze e 4 gol nell'arco di due stagioni, restando poi in rosa anche per la stagione 2020-2021, la sua terza consecutiva nel club, oltre che per la stagione 2021-2022.

### Nazionale
Tra il 28 maggio 2001 ed il 13 luglio 2001 ha giocato complessivamente 5 partite con la maglia della nazionale Under-15. Nel medesimo anno ha anche giocato 2 partite negli Europei Under-16, rispettivamente il 25 settembre contro l'Ucraina ed il 27 settembre contro la Turchia. 
Il 25 settembre 2003, a due anni dalla sua ultima presenza in una nazionale giovanile italiana, ha esordito nella nazionale Under-19; con questa selezione giovanile ha disputato poi ulteriori 11 partite nell'arco di poco meno di un anno, 3 delle quali nei campionati Europei di categoria (oltre a varie presenze nelle qualificazioni al torneo stesso): è infatti titolare fisso nell'edizione del 2004, nella quale gioca tutte e 3 le partite disputate dagli Azzurrini nel torneo, al termine del quale l'Italia ottiene la qualificazione ai Mondiali Under-20 del 2005. Il 20 ottobre 2004 esordisce poi in Under-20, nella partita del Torneo Quattro Nazioni Under-20 persa per 2-0 dall'Italia in trasferta contro i pari età della Svizzera nella prima giornata della competizione.
Con l'Under-20 ha preso parte al Mondiale di categoria del 2005, nel quale gioca tutte e 5 le partite disputate dall'Italia nella competizione; ha poi continuato a giocare in Under-20 anche durante tutto il 2006, per un totale di 11 presenze e 2 reti con la maglia di questa nazionale giovanile.